# グリーンリバー累層

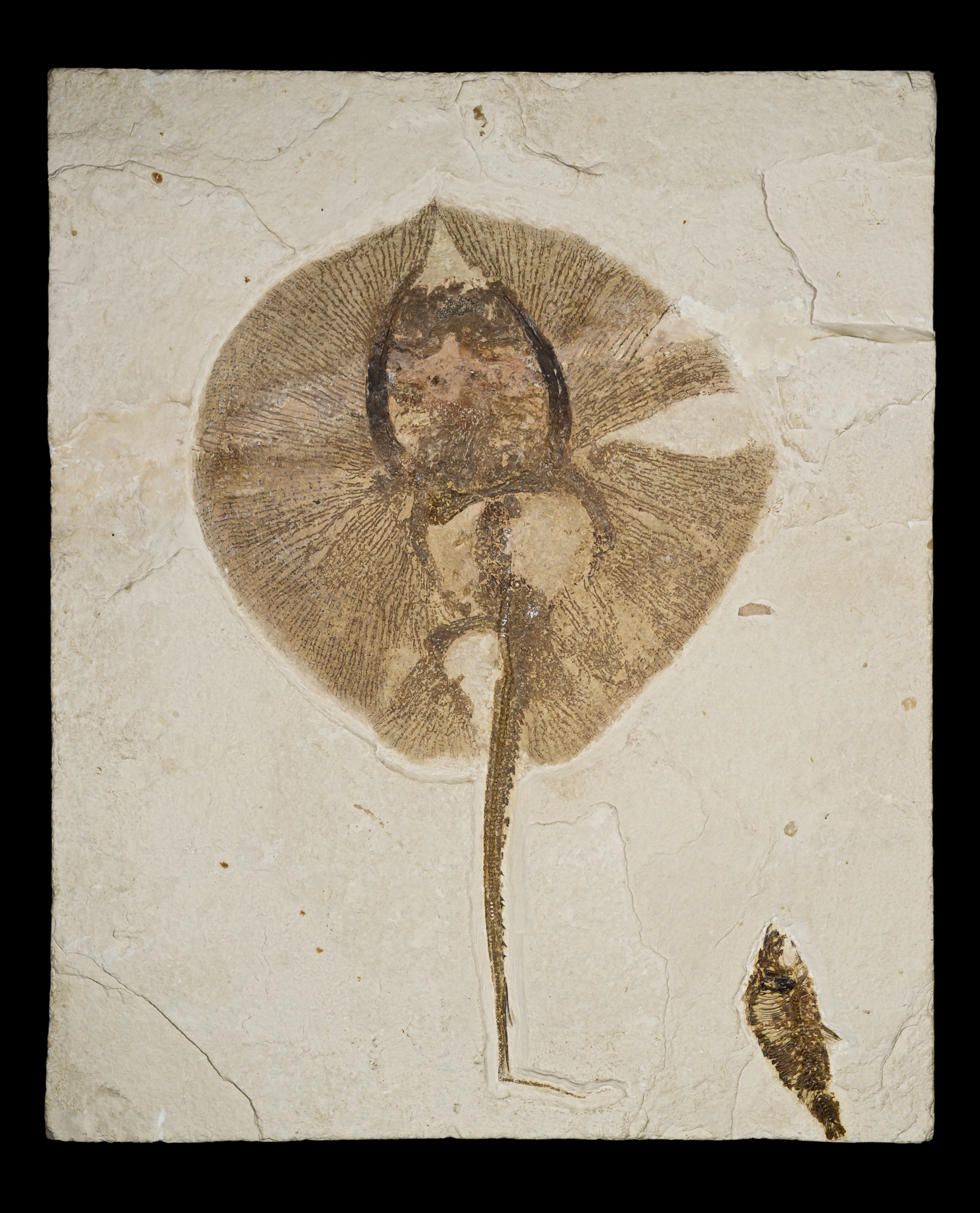
フォッシルビュート国定公園にてグリーンリバー累層から産出した Heliobatis radians

グリーンリバー累層（グリーンリバーるいそう）は、アメリカ合衆国ユタ州・コロラド州・ワイオミング州の山間の湖の堆積物を記録した、古第三紀始新世の地層。堆積物は非常に細かい層で堆積しており、雨季には暗い層、乾季には明るい色相の無機物の層をなす。各層の組は年縞と呼ばれ、1年を示す。グリーンリバー累層の堆積物には600万年におよぶ連続した記録が存在し、年縞の平均的な厚さは0.18ミリメートル、最大で9.8ミリメートル、最小で0.014ミリメートルである。
堆積物の層はコロラド川の支流であるグリーン川に由来する大規模なエリアで形成された。以下の3つの分断された盆地がユタ州北東部のユインタ山地の周辺に横たわっている。
- コロラド州の北西部、ユインタ山地の東部のエリア
- ワイオミング州南西部、ユインタ山地のすぐ北に位置する、Goisute 湖として知られる広大なエリア
- ユタ州北東部・コロラド州西部、ユインタ山地の軟部に位置する、ユインタ湖として知られる最大のエリア

ワイオミング州リンカーン郡のフォッシルビュート国定公園は「フォッシルレイク」として知られるグリーンリバー累層の一部であり、非常に保存状態の優れた魚類の化石が豊富に発見されている。

## 岩質と層序

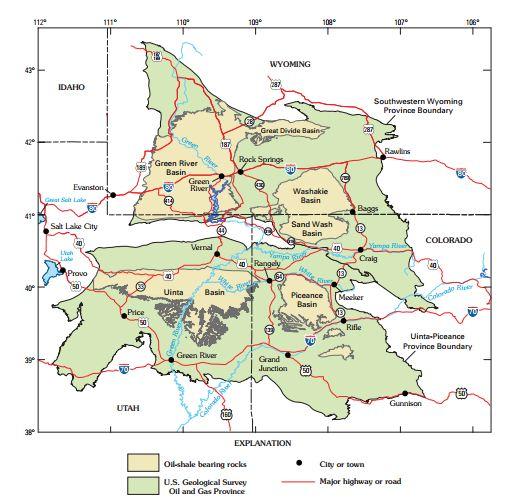
コロラド州・ユタ州・ワイオミング州にて、グリーンリバー累層のオイルシェールの分布

始新世の間の山間盆地・山間湖の環境の層はロッキー山脈の造山運動と持ち上げ（後期白亜紀のスヴィエ変動と古第三紀のララミー変動）により生じたものである。この構造的高地から、あらゆる方向から堆積した始新世の体積盆地が供給された。ユインタ山地が中央に、ウィンドリバー山地が北に、コロラド州のロッキー山脈東部のフロント山脈・パーク山脈・Sawatch山脈が東に、Uncompahgre高原とサンフアン山地が南に、そしてユタ州のワサッチ山脈とアイダホ州東部の山脈が西に位置する。
湖の堆積物の岩質は多様であり、砂岩・泥岩・シルト岩・オイルシェール・石炭層・塩分を含む蒸発岩層・多様な湖底石灰岩と苦灰岩が含まれている。当時活発であったアブサロカ山脈からイエローストーン国立公園とサンフアン火山地帯の付近の北部までの地域に由来する火山灰層がこの多様な堆積物とともに堆積し、放射性年代測定のための鍵層が得られている。
ワイオミング州スウィートウォーター郡に位置する炭酸水素ナトリウムの水和物であるトロナの層は、希少な蒸発岩鉱物を含むと記されている。グリーンリバー累層は8種の希少な鉱物ブラッドレイアイト・エワルダイト・ローフリナイト・マックケルビーアイト(Y)・ノルセサイト・パララバンソバイトMg・ショータイト・ウェークシャイデライトのタイプ産地である。このほかにモアサナイト(SiC)や23種の有効な鉱物も産出する。

## 周期性
層は卓越した周期性を示し、歳差運動・赤道傾斜角・軌道離心率が明瞭に検出可能である。これにより層序の正確な年代測定が可能となっており、天文的な年代測定の結果は放射性年代測定のものと非常に合致する。

## 化石帯

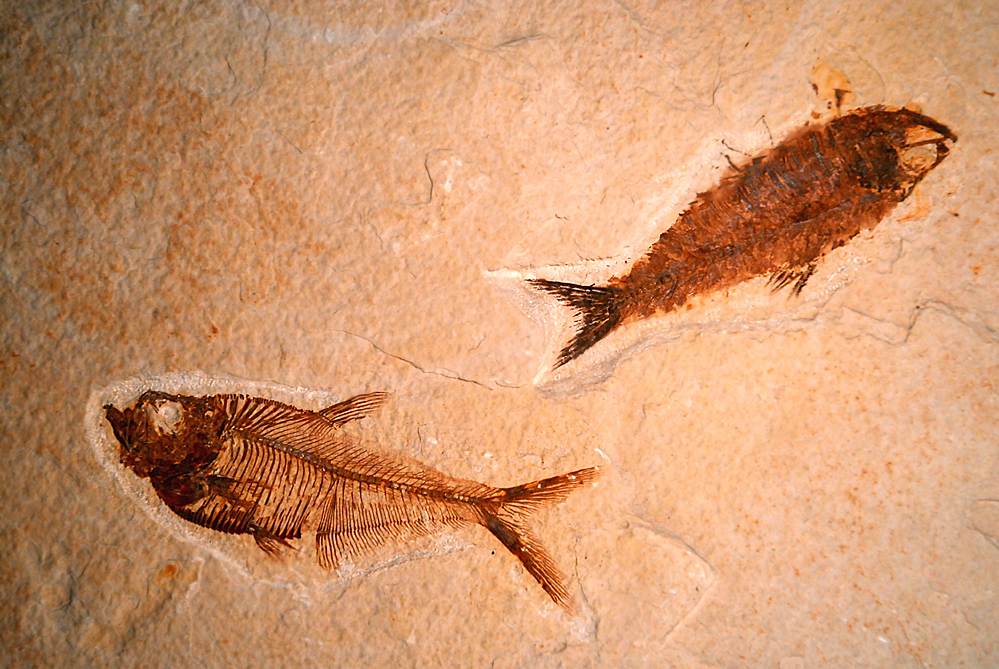
ディプロミストゥス（左）とナイティア（右）。グリーンリバー累層の湖底層の1つから産出した2つの魚類化石

ワイオミング州南西部のグリーンリバー累層の一部エリアは「フォッシルレイク」として知られ、非常に粒子の細かい石灰泥の明確な2ヶ所の産地が、完全で詳細な化石を多様に保存しているとして部分的に記載されている。これらの層は始新世にあたるラーガーシュテッテであり、バラバラになっていない化石が豊富に累積するのに適した状態の珍しい場所である。最も生産的な場所は「スプリットフィッシュレイヤー」と呼ばれ、葉理または年縞を持つ厚さ約1.8メートルの一連の石灰泥からなり、魚類をはじめとする化石が豊富に含まれている。これらは層に沿って容易に割れて化石を露出し、約4000年分の堆積物を示している。これとは別に「18インチレイヤー」と呼ばれる化石産地があり、これは葉理を持たない厚さ約46センチメートルの層で、これもまた詳細な化石を多く含むが、割れやすい葉理で構成されていないため化石採集は前者よりも難しい。

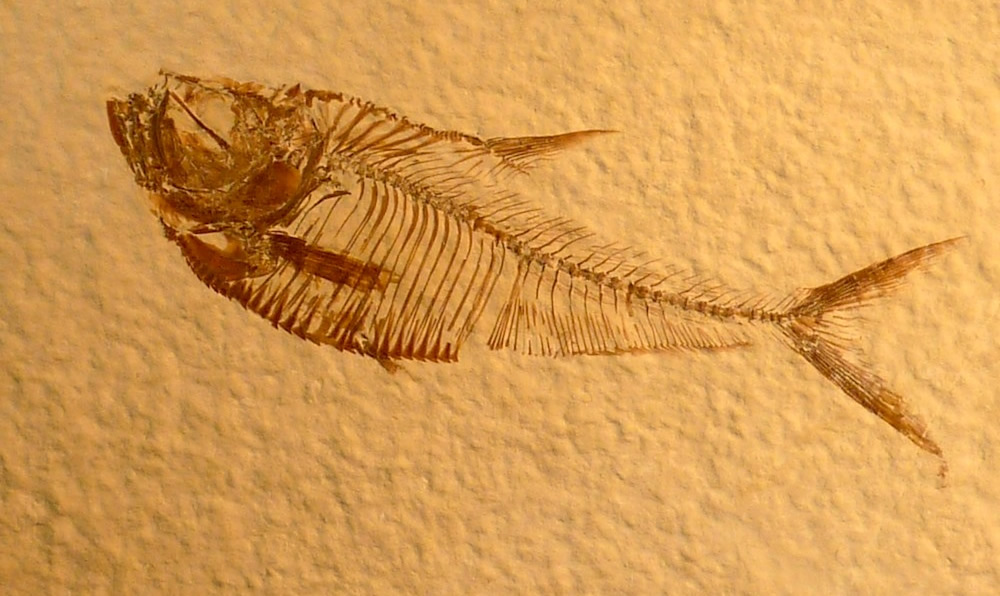
グリーンリバー累層スプリットフィッシュレイヤーから産出した Diplomystus dentatus

この石灰岩の母岩は粒子が細かいため、落ち葉や完全な昆虫の軟体部を含む化石が極めて詳細に保存されている。22目を超える昆虫がワシントンD.C.スミソニアン学術協会のグリーンリバーコレクションに代表されている。
ディプロミストゥスやナイティアの化石はフォッシルレイクで発見されるが、Gosiute湖では発見されない。Gosiute湖だけはナマズ（イクタルルス科とヒプシドリス科）やサッカー科の化石が産出している。ナマズは主に湖の最深部で発見される
。

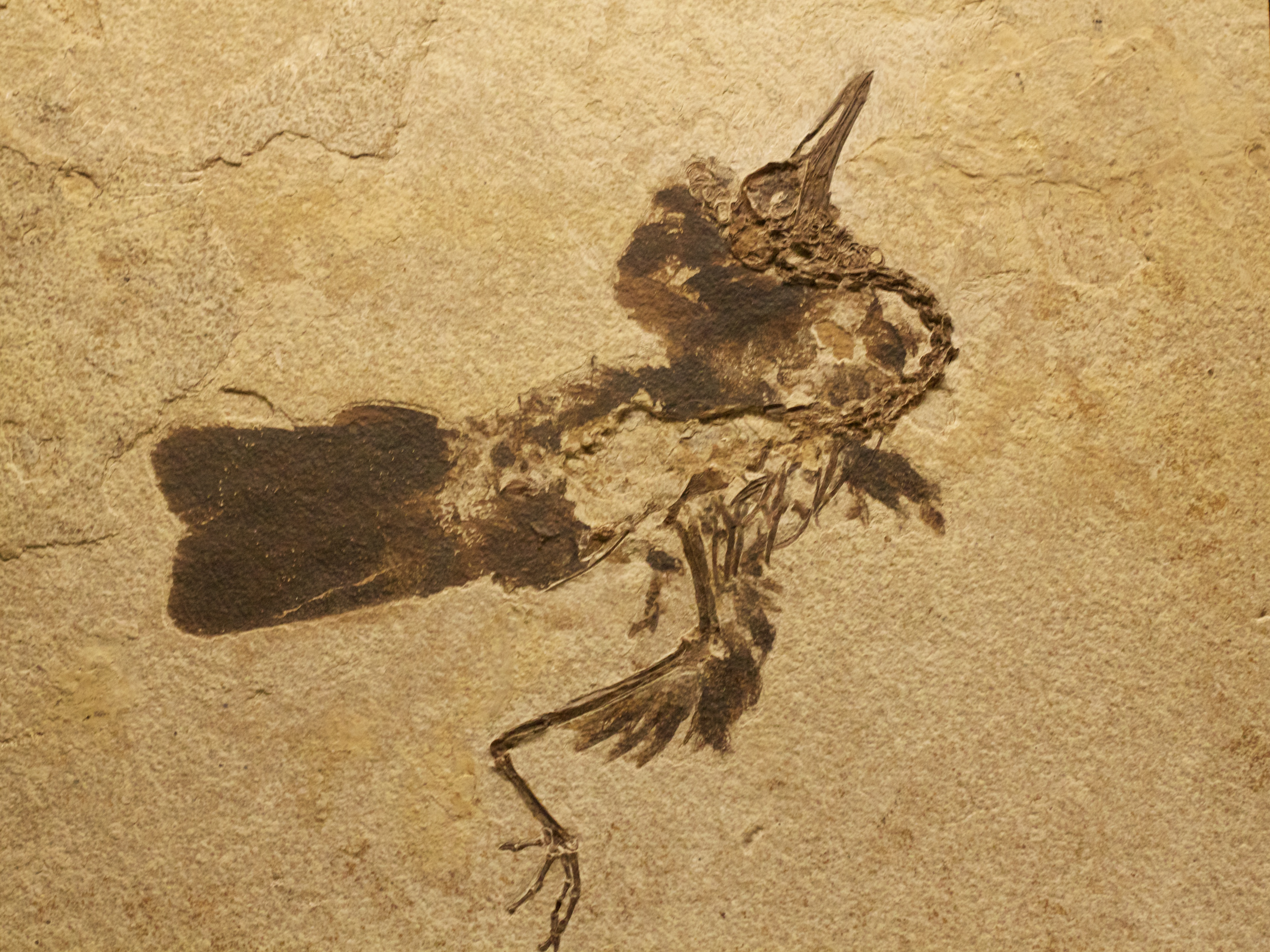
グリーンリバー累層から産出した、羽毛が保存された未同定の鳥Unidentified bird from the Green River Formation with preserved feathers

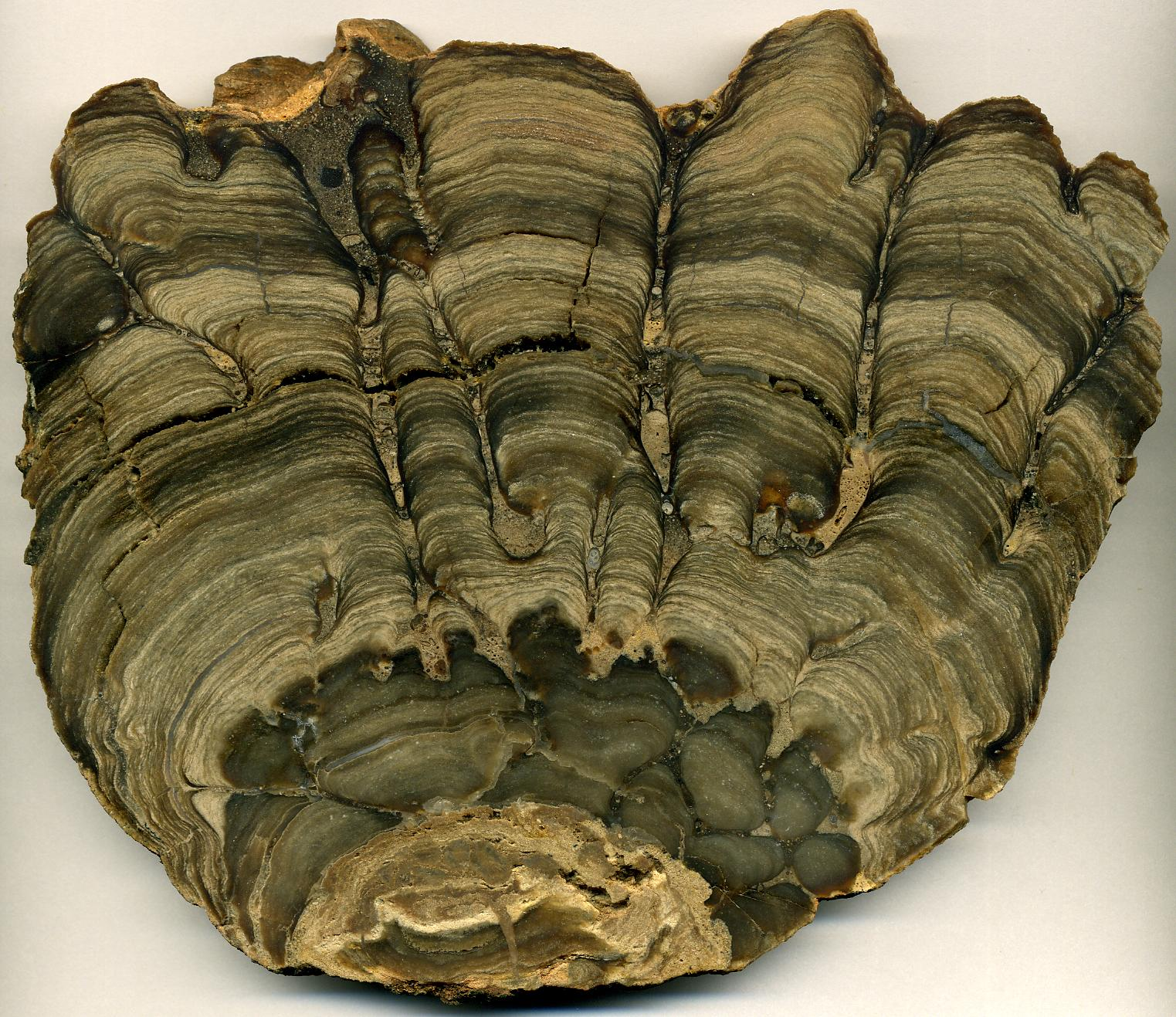
始新世のワイオミング州南西部ラネイ部層Gosiute湖から産出したストロマトライトの化石

グリーンリバー累層の多様なフォッシルベッドは500万年分に相当し、5350万年前から4850万年前にあたる。このタイムスパンには始新世前期の湿潤な気候から始新世中期のわずかに乾燥した気候への移行期が含まれる。湿潤かつ穏やかな気候は寒冷気候に適さないワニの繁栄を支え、湖はプラタナス・ワイオミンゲンシスなどのプラタナスの森に囲まれていた。湖の構成が遷移したため、グリーンリバーの産地はそれぞれ特徴と時代が異なる。湖系は下に横たわる河川の三角州により形成され、北部と東部でウインタ高地とロッキー山脈の堆積物を受容し、わずかな造山運動で平坦な風景へ遷移した。ラーガーシュテッテはレイクベッドを形成する炭酸塩泥を嫌気環境で形成した。酸素の欠乏がバクテリアによる分解を抑制してスカベンジャーを寄せ付けず、成長途中に受けた昆虫による食害を示すヤシやシダ・プラタナスの葉が極めてきめ細かい堆積物に覆われて保存された。昆虫などは繊細な羽やクモの吐糸管なども含めて全身が保存されている。
脊椎動物も保存されており、北アメリカ西部の始新世の穏やかな気候の手がかりとなる、ワニのボレアロスクスの鱗甲が発見されている。魚類はありふれている。群れが無酸素水層を彷徨って衰弱死したかのように、ニシンに近い魚類ナイティアの化石が密集した層でしばしば保存されており、化石愛好家に親しまれ、市場でも最も一般的に売買されている。固有の淡水エイ Heliobatis と Asterotrygon の2属も産出している。約60の脊椎動物の分類群がグリーンリバーから発見されている。魚類のほかに最低11種の爬虫類、複数の鳥類、1種のアルマジロに類似する哺乳類 Brachianodon westorum、犬サイズの有蹄類メニスコテリウムや初期の霊長類ノタルクタスなどのバラバラになった椎骨が産出している。既に飛翔のため完全に発達した既知の最初期の翼手目であるイカロニクテリス やオニコニクテリスもここで発見されている。ヘビの Boavus idelmani も同様に湖で泥岩に保存されて発見された。

### フォッシルベッドの発見
最初に論文に記載された、今のグリーンリバー累層と呼ばれる場所から産出した無脊椎動物の化石記録は、S. A. Parker (1840) や J. C. Fremont (1845)といった初期の探索者や宣教師の雑誌に掲載された。地質学者ジョン・エヴァンス博士は1856年にグリーンリバーベッドから最初の魚類化石を収集し、Culpea humilis（後に Knightia eocaena に改名された）として記載した。エドワード・ドリンカー・コープは現場から数多くの化石を収集して1870年から魚類の化石に関する複数の論文を発表した。アメリカ地質調査所の前身組織 United States Geological and Geographical Survey of the Territories の責任者たる地質学者フェルディナンド・ヴァンデヴィア・ヘイデンが1869年にこの化石産地をグリーンリバー頁岩と命名した。
数百万もの魚類化石がこのエリアから収集されており、州および私有地で法的な産地を運営している商業コレクターは、公的私的を問わず世界中のグリーンリバーの脊椎動物化石の大半を管理している
。

## オイルシェール

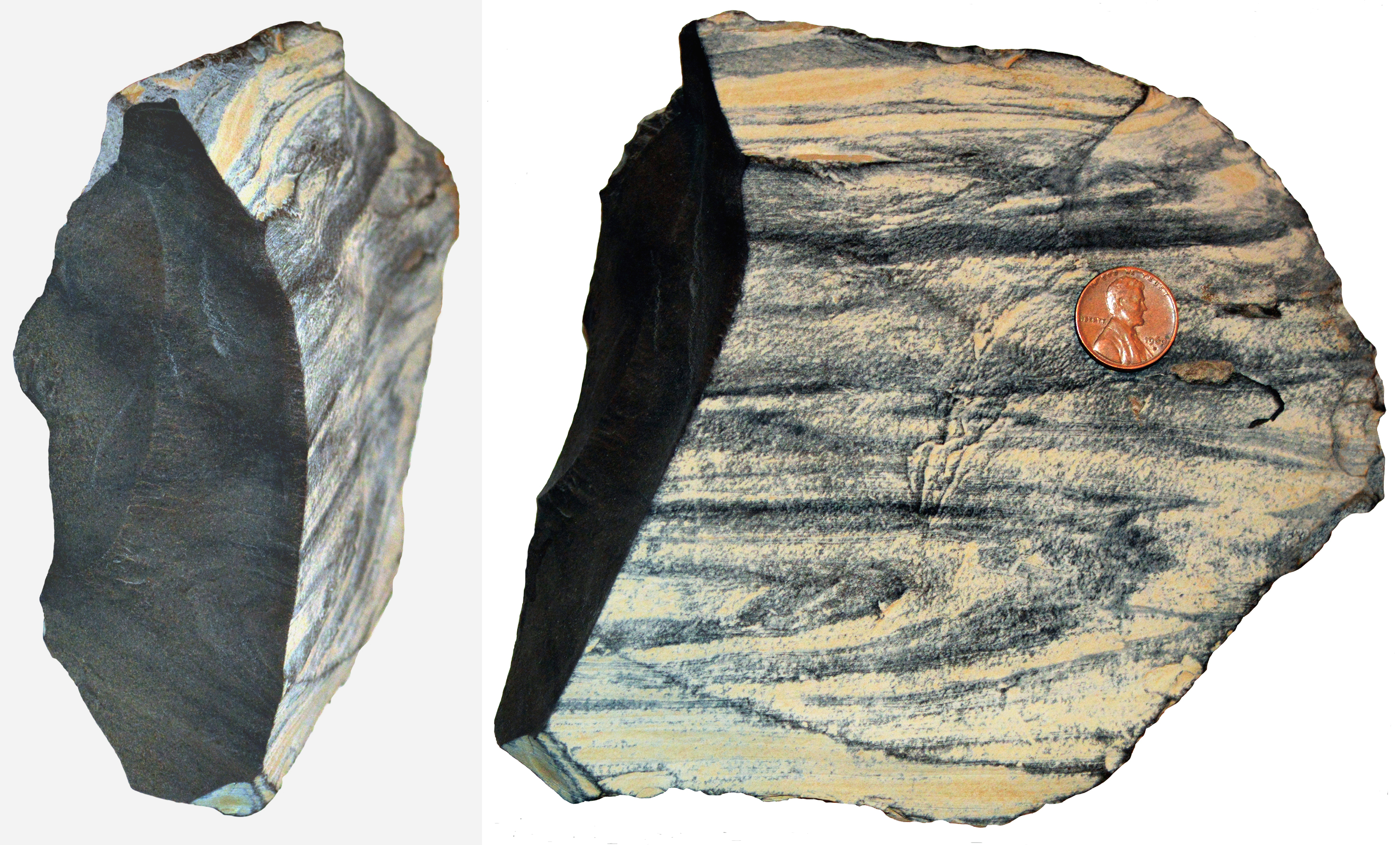
コロラド州グリーンリバー累層のマホガニーゾーンから産出したオイルシェール。風化した面が右側、風化していない面が左側

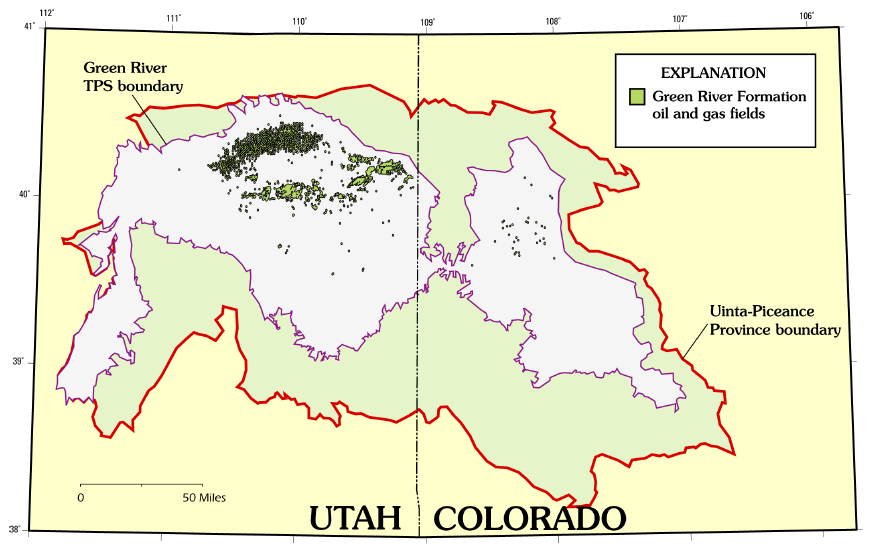
Piceance盆地とユインタ盆地におけるグリーンリバー累層のオイルガスフィールド

グリーンリバー累層は世界最大のオイルシェール堆積物を含む。オイルシェール備蓄は3兆バレル（4800億立方メートル）に等しい可能性があり、最大でその半分がシェールオイル抽出技術（オイルシェール中のケロジェンの熱分解・水素化・熱溶解）により可採である。しかしながら、オイルの可採量の推定値は地理学者 Raymond T. Pierrehumbert が疑問視しており、グリーンリバーオイルシェール堆積物からオイルを採掘する技術は発達しておらず、大規模な実装はなされていないと主張している。

## 鉱物の堆積
堆積物による湖の珍しい化学的性質により、グリーンリバー累層は炭酸ナトリウムの主要な供給源となっている。ワイオミング州南西部には世界最大のトロナの堆積層が存在し、コロラド州には世界最大のナーコライトの堆積層が存在する。他に珍しい鉱物として、今のところ Parachute Creek 部層のみから産出する結晶性ニッケルポルフィリン鉱物のアーベルソン石が挙げられる。